# Уес Андерсън
Уес Андерсън (на английски: Wes Anderson) е американски кинорежисьор, широко известен с индивидуалния си ясно различим стил, който му печели световно признание в кино средите.
Сред най-големите му успехи са номинациите за Оскар за най-добър оригинален сценарий за филма „Кланът Тененбаум“ и „В царството на пълнолунието“, както и за най-добър анимационен филм за „Фантастичният мистър Фокс“.
Андерсън заявява, че работата му е вдъхновена от Франсоа Трюфо, Луи Мал, Стенли Кубрик, Орсън Уелс и Роман Полански.
Често работи с едни и същи актьори, като в повечето му филми участват Оуен Уилсън, Бил Мъри, Ейдриън Броуди, Едуард Нортън и Тилда Суинтън, но освен тях успява да събере и още по-голям брой световно известни актьори като например във Френският бюлетин на Либърти, Канзас Ивнинг Сън и Астероид Сити.

## Филмография
| Година | Филм                                            | Име в оригинал                     | Бележки              |
| ------ | ----------------------------------------------- | ---------------------------------- | -------------------- |
| 1996   | Ракета в бутилка                                | Bottle Rocket                      |                      |
| 1998   | Колежът „Ръшмор“                                | Rushmore                           |                      |
| 2001   | Кланът Тененбаум                                | The Royal Tenenbaums               |                      |
| 2004   | Морски живот със Стив Зису                      | The Life Aquatic with Steve Zissou |                      |
| 2007   | Дарджийлинг ООД                                 | The Darjeeling Limited             |                      |
| 2009   | Фантастичният господин Фокс                     | The Fantastic Mr. Fox              | стоп-моушън анимация |
| 2012   | В царството на пълнолунието                     | Moonrise Kingdom                   |                      |
| 2014   | Гранд хотел „Будапеща“                          | The Grand Budapest Hotel           |                      |
| 2018   | Островът на кучетата                            | Isle of Dogs                       | стоп-моушън анимация |
| 2020   | Френският бюлетин на Либърти, Канзас Ивнинг Сън | The French Dispatch                |                      |
| 2023   | Астероид Сити                                   | Asteroid City                      |                      |
| 2025   |                                                 | The Phoenician Scheme              |                      |

### Късометражни филми
| Година | Заглавие                           | Режисьор | Сценарист | Бележки                                                               |
| ------ | ---------------------------------- | -------- | --------- | --------------------------------------------------------------------- |
| 1994   | Bottle Rocket                      | Да       | Да        | Заснет през 1992, издаден през 1994, ранна версия на Ракета в бутилка |
| 2007   | Hotel Chevalier                    | Да       | Да        | Пролог към Дарджийлинг ООД                                            |
| 2012   | Do You Like to Read?               | Да       | Да        | Промоционални късометражни филми към В царството на пълнолунието      |
| 2012   | Cousin Ben Troop Screening         | Да       | Да        | Промоционални късометражни филми към В царството на пълнолунието      |
| 2013   | Castello Cavalcanti                | Да       | Да        | Спонсорирано от Prada                                                 |
| 2023   | Asteroid City: Location Featurette | Да       | Да        | Промоционален филм към Астероид Сити                                  |
| 2023   | The Wonderful Story of Henry Sugar | Да       | Да        | Късометражни филми в Netflix по разкази на Роалд Дал                  |
| 2023   | The Swan                           | Да       | Да        | Късометражни филми в Netflix по разкази на Роалд Дал                  |
| 2023   | The Rat Catcher                    | Да       | Да        | Късометражни филми в Netflix по разкази на Роалд Дал                  |
| 2023   | Poison                             | Да       | Да        | Късометражни филми в Netflix по разкази на Роалд Дал                  |